# جنجل شائع
الجنجل الشائع أو حشيشة الدينارأو عشبة الدينار (باللاتينية: Humulus lupulus) نوع نباتي من جنس الجنجل من الفصيلة القنبية.

## البيئة والانتشار
موطنه بلاد الشام والمغرب الكبير وتركيا والقوقاز وكل مناطق أوروبا من اليونان والبلقان إلى إسبانيا والبرتغال وشمالاً من إيرلندا وبريطانيا إلى فنلندا وروسيا.

## الوصف النباتي
نبات عشبي معمر متسلق يصل ارتفاعه إلى 7 أمتار وهو مذكر ومؤنث. يُعرف النبات علمياً باسم (باللاتينية: Humulus lupulus) والجزء المستخدم من النبات هو الرؤوس المزهرة للنبات .
ثمر الجنجل تكون على شكل جوزة صغيرة تفرز راتنج تسمى لوبونيل lupoline ، تحتوي على فلافونيدات مثل Rutina روتينا ، المواد الفعالة مذاقها مر مثل (lupulone , Hvmvcone ( 15-30% .

## فوائد نبات الجنجل الشائع
تساعد هذه النبتة على الهضم وتقوي الجهاز الهضمى, كما أن هذا النبات له شهرة واسعة بأنه يساعد على النوم للذين يعانون من الأرق والتوتر النفسى، وهو مهدئ للنفس ومضاد للتقلصات ومرخ للعضلات الملساء.
تستعمل حشيشة (عشبة) الدينار مع البابونج، والزهرة الحمراء(الإشينيكا) والناردين فكل من هذه المواد تكمل بعضها وتعمل على السيطرة على التوتر والعصبية ويساعد على النوم في استرخاء وطمأنينة وبصورة طبيعية.
الموطن الأصلي للنبات أوروبا وآسيا وهو يزرع على نطاق تجاري واسع في شمال أوروبا، تشتهر ألمانيا وخاصة ولاية بافاريا الألمانية، بزراعة نبتة حشيشة الدينار وهي من أكبر منتجي نبتة حشيشة الدينار التي تدخل في صناعة الجعة.

## فائدة اضافية لنبات الجنجل
أعلن باحثون في جامعة أوريغن ستيت أن الأبحاث الأولية أظهرت أن مادة "xanthohumol" الموجودة في نبات الجنجل، أو حشيشة الدينار، تمنع نمو مجموعة من الأنزيمات التي يمكن أن تسبب السرطان، كما تساعد الجسم على التخلص من السموم التي تسببها الأورام السرطانية.

## إحدى الصناعات
تدخل نبتة الجنجل في صناعة الجعة (البيرة) الخالية من الكحول بالإضافة للبيرة الكحولية.
كما تحتوى نبتة الجنجل على مولدات للإستروجين (هرمون أنثوي) و يستخدم كبديل طبيعي للاستروجين في حالات ما بعد انقطاع الدورة الشهرية عند المرأة.